# Autoroute A320 (France)
Pour les articles homonymes, voir A320 (homonymie).
L'autoroute A320 (anciennement A32, sa dénomination a changé en 1996) relie l'A4 au niveau de l'échangeur de Freyming à Freyming-Merlebach à l'autoroute allemande A6 à Sarrebruck.
Entièrement gratuite et longue de 13,7 km, l'autoroute A320 voit sa vitesse limitée à 110 km/h sur la totalité de son parcours du fait de son caractère urbain et de la traversée d'une zone encore soumise aux risques d'affaissements miniers.

## Sorties
Section non-concédée gérée par la DIR Est et gratuite.
- Échangeur entre A4 et A320 à 0 km (Échangeur de Freyming) : Paris, Saint-Avold, Carling, Metz, Nancy (A31), Strasbourg
  -   Limitation 110km/h.
- 40 Freyming (RD 603) à 0,2 km : Freyming-Merlebach, Hombourg-Haut, Saint-Avold par RD, Z. A. de Betting
- 41 Merlebach (RD 603 à 0,8 km vers Forbach et à 3,2 km vers Metz : Freyming-Merlebach, Rosbruck, Cocheren (qui a la particularité d'être composé de deux demi-échangeurs).
- 42 Forbach - Wiesberg (RD 603) à 6,5 km : Forbach - Marienau, Z.I. Europe, Petite-Rosselle, Morsbach
- 43 Forbach - centre de loisirs (RD 31bis) à 7,8 km : Forbach, Sarreguemines, Grosbliederstroff, Technopôle Forbach Sud
- 44 Forbach - centre à 9,5 km : Forbach, Behren-lès-Forbach, Œting
- 45 Forbach - est (RD 603) à 11,7 km : Forbach, Stiring-Wendel, Spicheren
- France -  Allemagne (Poste frontière de la Brême d'Or) à 13,6 km : l'A320 devient l'autoroute A6 (Allemagne) en direction de (Sarrebruck, Kaiserslautern, Mannheim, Sarrelouis, Mayence, Francfort-sur-le-Main)